# رونالد غوميز
رونالد غوميز (بالإسبانية: Rónald Gómez)‏، من مواليد 24 يناير 1975 في غواناكاستي في كوستاريكا، وهو لاعب كرة قدم كوستاريكي سابق.
و يعتبر غوميز من أفضل عناصر منتخب كوستاريكا لكرة القدم، ولعب غوميز مع منتخب كوستاريكا لكرة القدم في كأس العالم لكرة القدم 2002 وكأس العالم لكرة القدم 2006.
بدأ غوميز مسيرته الكروية مع نادي كارميليتا في عام 1992، وفي عام 1994 انتقل إلى نادي ألخولينسي، وفي موسم 1996/1997 انتقل إلى نادي سبورتنغ خيخون الإسباني، وفي عام 1997/1998 انتقل إلى نادي هيراكليس الإسباني، في موسم 1998/1999 انتقل إلى نادي مونيسيبال، وفي عام 1999 انتقل إلى نادي كريتي الذي لعب معه حتى عام 2002، وفي موسم 2002/2003 انتقل إلى نادي القادسية الكويتي، ولكنه لم يلق معهم النجاح، حيث لعب 10 مباريات وسجل هدفين، الأول في دوري أبطال العرب على نادي الأهلي السعودي والثاني في الدوري الكويتي على نادي الشباب الكويتي.
و بعد فشله مع نادي القادسية الكويتي، أعير إلى نادي أورابواتو، وفي عام 2003 انتقل إلى نادي ديبورتيفو سابريسا الكوستاريكي، ويلعب حاليا مع نادي أبيول القبرصي.

## روابط خارجية
- رونالد غوميز على موقع الاتحاد الدولي (مؤرشف)  (الإنجليزية)
- رونالد غوميز على موقع قاعدة بيانات كرة القدم.إي يو (الإنجليزية)
- رونالد غوميز على موقع ناشيونال فوتبول تيمز (الإنجليزية)
- رونالد غوميز على موقع كووورة